# Pļaviņas
Pļaviņas (niem. Stockmannshof) – miasto na Łotwie, leżące w historycznej krainie Liwonia w novadsie Aizkraukle, położone 123 km od Rygi. W latach 2009–2021 siedziba novadsu Pļaviņas. Około 3811 mieszkańców (2004).